# Voto distrital

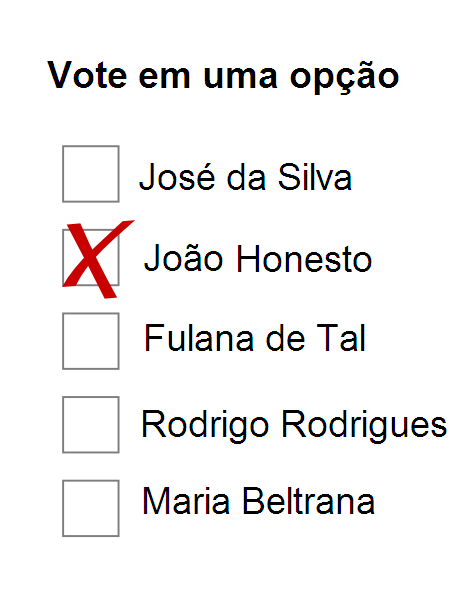
Cartão eleitoral característico do sistema de voto distrital. Apenas um candidato é eleito por região.

O voto distrital é, na mídia e nos meios políticos brasileiros (o Brasil utiliza o sistema proporcional de lista aberta por cada estado), sinônimo de sistema eleitoral de maioria simples. Esse é um sistema em que cada membro do parlamento é eleito individualmente nos limites geográficos de um distrito pela maioria dos votos populares (simples ou absoluta). Para tanto, o país é dividido em determinado número de distritos eleitorais, normalmente com população semelhante entre si, cada qual elegendo um dos políticos que comporão o parlamento. Esse sistema eleitoral se contrasta com o voto proporcional, no qual a votação é feita para eleger múltiplos parlamentares proporcionalmente ao número total de votos recebido por um partido, por uma lista do partido ou por candidatos individualmente.
Há uma crescente pressão por mudança nos países que adotam esse sistema, como o Reino Unido. Nos Estados Unidos, onde o movimento fair vote defende a representação proporcional, vários estados promoveram reformas nos sistemas eleitorais, mas há preferência pelo sistema majoritário em escala federal. No Brasil democrático, o sistema distrital não teve defensores significativos até 1993. O projeto que defendia a adoção do sistema foi derrotado ainda na fase das subcomissões na constituinte de 1988. Atualmente, contudo, há um movimento civil apoiado por diversos setores da sociedade e meios de comunicação que defende o Voto Distrital como uma medida para incentivar e aperfeiçoar a participação política no País. No passado, o Brasil adotou esse sistema através da Lei dos Círculos.

## Tipos e Funcionamento
O voto distrital pode ser realizado por diversos sistemas de votação. Os mais comuns são os seguintes: por maioria simples (caso dos Estados Unidos e Reino Unido); e por maioria absoluta (caso da França), no qual a votação pode ser feita em dois turnos.
Quando o voto distrital ocorre lado a lado com outro sistema eleitoral, é denominado Voto Distrital Misto. No entanto, nos sistemas nos quais o voto distrital prevalece sobre o voto partidário (como ocorre no Japão), ele é conhecido como sistema majoritário misto. Nos sistemas nos quais o voto partidário é mais importante, vigoram sistemas de representação proporcional mista, que não devem ser caracterizados como sistemas "distritais" ou majoritários, mas sim como sistemas proporcionais de voto. Um exemplo de representação proporcional mista é o sistema criado na Alemanha, logo após a Segunda Guerra Mundial. Nele, o eleitor tem dois votos: um para o candidato de seu distrito e o outro para uma lista de representantes de um partido político (lista fechada). Após a eleição dos representantes distritais, são empossados mais outros candidatos, retirados da lista partidária, até que cada partido tenha representação global proporcional à fração dos votos que obteve com as listas partidárias. No processo, o número total de parlamentares varia a cada eleição. Dessa forma, um partido que não teve candidato vencedor em nenhum distrito, mas que recebeu 20% dos votos em lista partidária, ainda assim comporá 20% do parlamento; como não elegeu nenhum representante distrital, preencherá sua cota com os candidatos da lista. Esse método impede situações como a ocorrida numa eleição provincial do Canadá, na qual o Partido Conservador recebeu 40% dos votos totais, mas não conseguiu maioria em nenhum distrito individual; nessa conjuntura, o partido não elegeu nenhum representante.
No sistema majoritário misto (também conhecido como sistema paralelo de voto), pelo contrário, os votos distritais e os votos por lista de partidos são independentes. Esse mecanismo eleitoral faz com que a desproporção do sistema distrital seja amenizada, mas continua desfavorecendo os partidos menores.
Ao contrário do que se possa pensar, a eleição de candidatos individualmente (isto é, por candidato, e não por partido) não é uma característica exclusiva do sistema distrital de voto, nem depende dele, e é plenamente coerente com os sistemas proporcionais de voto. O voto único transferível, por exemplo, permite que os eleitores escolham seus candidatos individualmente, em ordem de prioridade, sem depender das listas de partido. Um exemplo de como tais listas são questionáveis em locais que buscam por mais qualidade democrática pode ser visto nas manifestações de 2014 em Hong Kong (também conhecidas como "Revolução dos Guarda-chuvas"), ocasião em que cidadãos foram às ruas da capital reivindicar o direito de poder escolher seus próprios governantes, e não aqueles advindos de uma lista pré-aprovada pelo Partido Comunista Chinês.

## Vantagens

### Fortalecimento do elo entre representante e representado
Um sistema em que cada parlamentar representa um conjunto fixo de cidadãos encoraja uma conexão forte entre o deputado e quem o deputa. Esse sistema fortalece o accountability, ou seja, a responsabilização e a prestação de contas do representante.
Defensores do voto distrital alegam que o número reduzido de candidatos nesse sistema eleitoral (uma vez que se vota por distrito, cada partido apresenta apenas um candidato e não uma "lista") permite um escrutínio cuidadoso deles por parte do eleitor. Isso facilita a familiarização do eleitor com os candidatos e fortalece a conexão entre eles. Ao fim da eleição, os cidadãos do distrito são representados por uma única pessoa, e, da mesma forma, têm facilidade em acompanhar a atuação dela como parlamentar. Isso aumenta a fiscalização e a cobrança sobre os representantes eleitos, o que os obriga a adequar seu voto parlamentar às demandas do eleitorado.
De acordo com seus defensores, as campanhas eleitorais tendem a ser mais baratas uma vez que os candidatos precisam percorrer apenas o território do distrito eleitoral. Desta forma o voto distrital proporcionaria que candidatos regionais se viabilizassem, ao tempo que menores gastos com a campanha criariam um ambiente menos favorável à corrupção. Outra possível vantagem significativa seria que os candidatos deveriam se apresentar pessoalmente para seus eleitores.

### Voto contra
O sistema distrital permite que, ao votar num candidato, o eleitor esteja votando não apenas a favor dele, mas também contra um outro candidato. Se o parlamentar em exercício tiver atuação incompetente ou antiética, na próxima eleição o eleitor insatisfeito tem um candidato de oposição em quem votar, para tirar o mau parlamentar do poder. Por conta disso, o candidato de oposição em busca de votos é incentivado a expor aos eleitores as más ações do parlamentar com quem compete. Dessa forma, o voto distrital inibe a corrupção, por incentivar sua exposição e ampliar as consequências desfavoráveis que ela traz ao parlamentar corrupto.

### Desfavorecimento de correntes radicais e grupos de interesse
Outra característica considerada vantajosa é cada deputado ter de ser votado por uma maioria dos eleitores; dessa forma o sistema favorece candidatos que defendam interesses gerais da população, enquanto desfavorece o extremismo ideológico, que dificilmente obtém apoio majoritário. (Isso pode ser obtido nos sistemas proporcionais por meio da cláusula de barreira). Ao mesmo tempo, o voto distrital desfavorece grupos de interesse organizados, que são geralmente minoritários (categorias profissionais, setores econômicos, grupos religiosos, minorias políticas), que seriam favorecidos pelo voto proporcional. Há, em vez disso, favorecimento à maioria não-mobilizada do eleitorado. A experiência (ver: Lei de Duverger) mostra que o voto distrital também estimula a formação de maiorias parlamentares, o que favorece a governabilidade e, em teoria, a estabilidade - embora um parlamento cuja maioria absoluta pertença a apenas um partido seja mais capaz de propor reformas abruptas e radicais.

### Memória Eleitoral
O sistema eleitoral proporcional, pela própria natureza complexa da sua distribuição de votos (privilegiando a formação de bases partidárias em detrimento da contagem absoluta de votos pessoais), tende a dificultar o acompanhamento do resultado das eleições. Desta maneira, os eleitores raramente sabem efetivamente para quais candidatos o seu voto é computado e quem foram os eleitos. Em pesquisa recente sobre o comportamento eleitoral dos brasileiros revelou-se que 71% dos eleitores esqueceram em quem votaram para deputado federal quatro anos antes e outros 3% citam nomes inexistentes. Ainda segundo a pesquisa, essa amnésia eleitoral tem início pouco tempo após as eleições: passados dois meses, 28% já não se recordam de seu candidato a deputado federal, e 30%, em quem votaram para deputado estadual.
Os defensores do voto distrital argumentam que como nesse sistema há um número menor de candidatos por distrito, o eleitor é capaz de fazer uma avaliação mais precisa dos perfis e propostas de cada um. Segundo o cientista político Alberto Carlos Almeida, “mais importante do que isto: [com o voto distrital] o candidato eleito mantém um contato permanente com o distrito. O que faz com que seus eleitores lembrem dele. Em geral, o candidato derrotado ou o oposicionista do distrito também precisa ter um contato frequente, o que ajuda a lembrar o seu nome.”

### Redução dos Custos de Campanha
As campanhas eleitorais são realizadas exclusivamente dentro do distrito. Considerando-se que os distritos têm áreas com menor extensão e população se comparadas às circunscrições eleitorais delimitadas por sistemas proporcionais, o sistema majoritário elimina a necessidade de os candidatos viajarem através de todo o estado (em caso de uma aplicação em nível federal) em busca de votos. Com a campanha concentrada apenas em um distrito, todo custo da campanha diminui. Campanhas mais baratas abrem espaço para candidatos com menos recursos financeiros. Assim, um líder comunitário, por exemplo, pode mobilizar seu distrito para a campanha, com chances reais de vitória. Ademais, campanhas menos dispendiosas reduzem significativamente a influência de corporações e grupos de interesse no processo eleitoral.

## Desvantagens
Os especialistas consideram o sistema eleitoral de maioria simples (de um ou dois turnos) problemático por diversas razões. Em primeiro lugar, o sistema distorce as escolhas partidárias de seus eleitores e promove o desperdício de votos. Em segundo lugar, ele reduz severamente a quantidade de opções partidárias dos eleitores. Por fim, o sistema não é capaz de promover a igualdade geográfica que propõe.

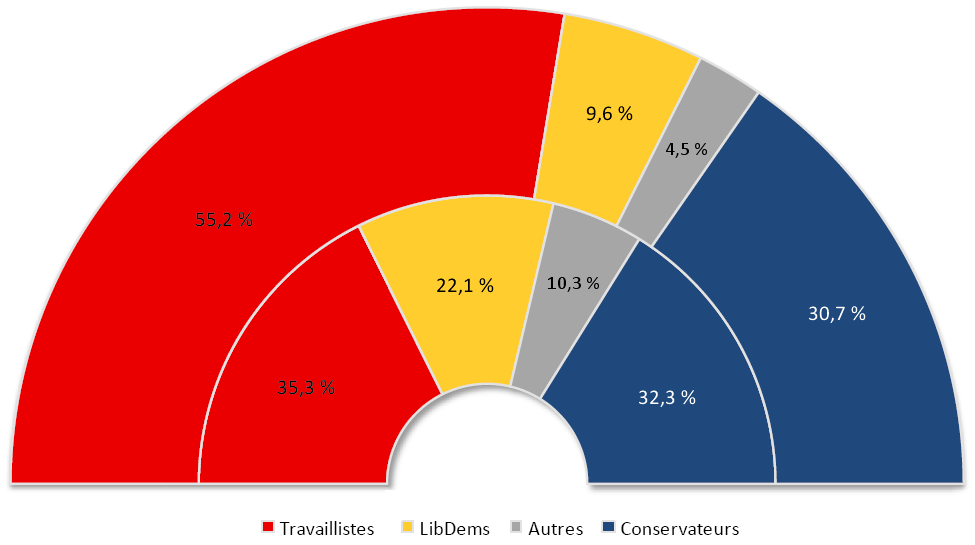
O sistema de voto distrital é altamente desproporcional. O gráfico acima mostra a discrepância entre a proporção total de votos obtidos pelos partidos britânicos (parte interna) e o número de assentos que eles assumiram no parlamento (parte externa) nas eleições gerais de 2005.

### Desproporcionalidade
O voto distrital também é criticado por sua capacidade de distorcer a vontade do eleitorado. Isso ocorre quando há discrepância entre a proporção dos distritos em que os partidos venceram e a proporção dos eleitores que votou nesses partidos.
No Reino Unido, é recorrente um partido obter mais da metade dos assentos parlamentares tendo obtido menos da metade dos votos nacionalmente, o que dá ao partido uma dominância e um poder de decisão que não têm amparo na opinião popular. Por exemplo, nas eleições britânicas de outubro de 1974, o partido trabalhista ganhou uma maioria parlamentar absoluta de 319 cadeiras de um total de 635 com apenas 39,3% dos votos, enquanto os liberais conseguiram apenas 13 cadeiras do parlamento com 18,6% dos votos - quase metade do voto dos trabalhistas.
Nos Estados Unidos em 2010 o partido republicano teve 51.38%% dos votos e ganhou 55.6% das cadeiras, o partido democrata teve 44.77% dos votos e ganhou 44.4% das cadeiras.

### Desfavorecimento de correntes minoritárias
O supradito enfraquecimento da representação de correntes minoritárias é também citado como uma falha do sistema distrital. Uma corrente ideológica hipotética que tivesse 25% de apoio em cada um dos distritos, mas que fosse rejeitada pelo restante da população, dificilmente obteria a maioria dos votos em qualquer distrito. No atual sistema proporcional brasileiro essa corrente teria 25% de representação no legislativo, mas no sistema distrital ficaria com pouca ou nenhuma representação parlamentar. Seria necessário que os apoiadores dessa corrente estivessem concentrados em certos distritos para que conseguissem eleger representantes. A governabilidade baseada na maioria pode ser interpretada como Tirania das massas.

### Favorecimento dos interesses locais
Candidatos e partidos que representem interesses locais ou regionais são favorecidos pelo voto distrital, o que é uma outra fonte de críticas a esse sistema. Os deputados poderiam se sentir estimulados a atuar em defesa apenas da localidade que os elegeu e da qual dependem para se reeleger, deixando em segundo plano questões nacionais, que transcendem os interesses locais.

### Efeitos nos Partidos Políticos
A Lei de Duverger é uma teoria da ciência política que diz que constituições que se baseiam em sistemas eleitorais majoritários, como o distrital não misto, se tornarão sistemas bipartidários com o tempo.
O sistema majoritário tende a reduzir o número de partidos políticos muito mais que os outros métodos, assim tornando mais provável que um partido assuma uma maioria das cadeiras do legislativo. (No Reino Unido, 18 de 23 eleições produziram uma maioria de partido único.)
As tendências bipartidárias do sistema distrital podem produzir um governo que não contempla amplamente as perspectivas e preocupações da nação. Além disso, é comum que o eleitor se depare com dois partidos hegemônicos que concordam a respeito de um determinado assunto. Neste caso, ele não terá como expressar sua opinião divergente pelo voto.
Na medida em que o eleitor recebe menos opções, ele é obrigado a votar num candidato com o qual discorda, tendo por fito se opor a um candidato com o qual ele possuía divergências ainda maiores. A consequência é que o candidato eleito representará cada vez menos as perspectivas daqueles que votaram nele.
Alguns defensores do voto distrital criticam a Lei de Durveger apontando como exceção países como a Índia (e, por vezes, o Canadá), onde o sistema de maioria simples não gerou o bipartidarismo ou a redução dos partidos. No entanto, tal exceção é facilmente explicada pela presença de grandes clivagens sociais nesse país, assim como a existência de instituições federais que reforçam as divisões socioculturais do país.

### Gerrymandering

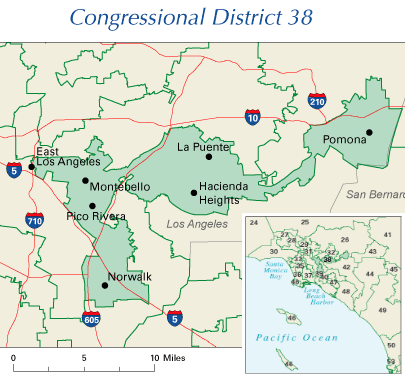
Exemplo de Gerrymanderig na Califórnia. Os distritos são demarcados de forma a favorecer determinados grupos políticos.

Gerrymandering é uma prática que consiste em desenhar os limites eleitorais de modo a reunir as regiões que tendem a votar nos opositores em poucos distritos, e ao mesmo tempo dividir em vários distritos as regiões que tendem a votar no partido governante. O resultado é que a oposição obtém uma proporção das cadeiras parlamentares inferior à porcentagem da população que efetivamente votou nela. Um caso recente de uso dessa estratégia ocorreu na Venezuela em 2010; na eleição daquele ano a oposição recebeu 52% dos votos, mas o partido governista obteve 60% das cadeiras. Alguns teorizam que essa prática também tenha sido usada no Brasil, no governo militar, em casos como a unificação da Guanabara e do estado do Rio de Janeiro, de modo a desfavorecer a votação do opositor MDB. O gerrymandering pode ser inibido com regulamentação da delimitação dos distritos; por exemplo, é possível exigir uma paridade dos distritos em relação à população.
O gerrymandering e alguns dos outros defeitos supramencionados podem ser ainda contornados com a adoção do voto distrital misto, no qual deixa de haver discrepância entre os resultados nacional e por distrito.

### Clientelismo e baixa rotatividade
Críticos do sistema distrital de voto argumentam que a eleição de líderes "distritais" para representar interesses federais propicia a formação de vínculos clientelistas e reduz a capacidade de renovação de deputados. Um exemplo é os Estados Unidos, onde a renovação é ínfima e chega a índices preocupantes.

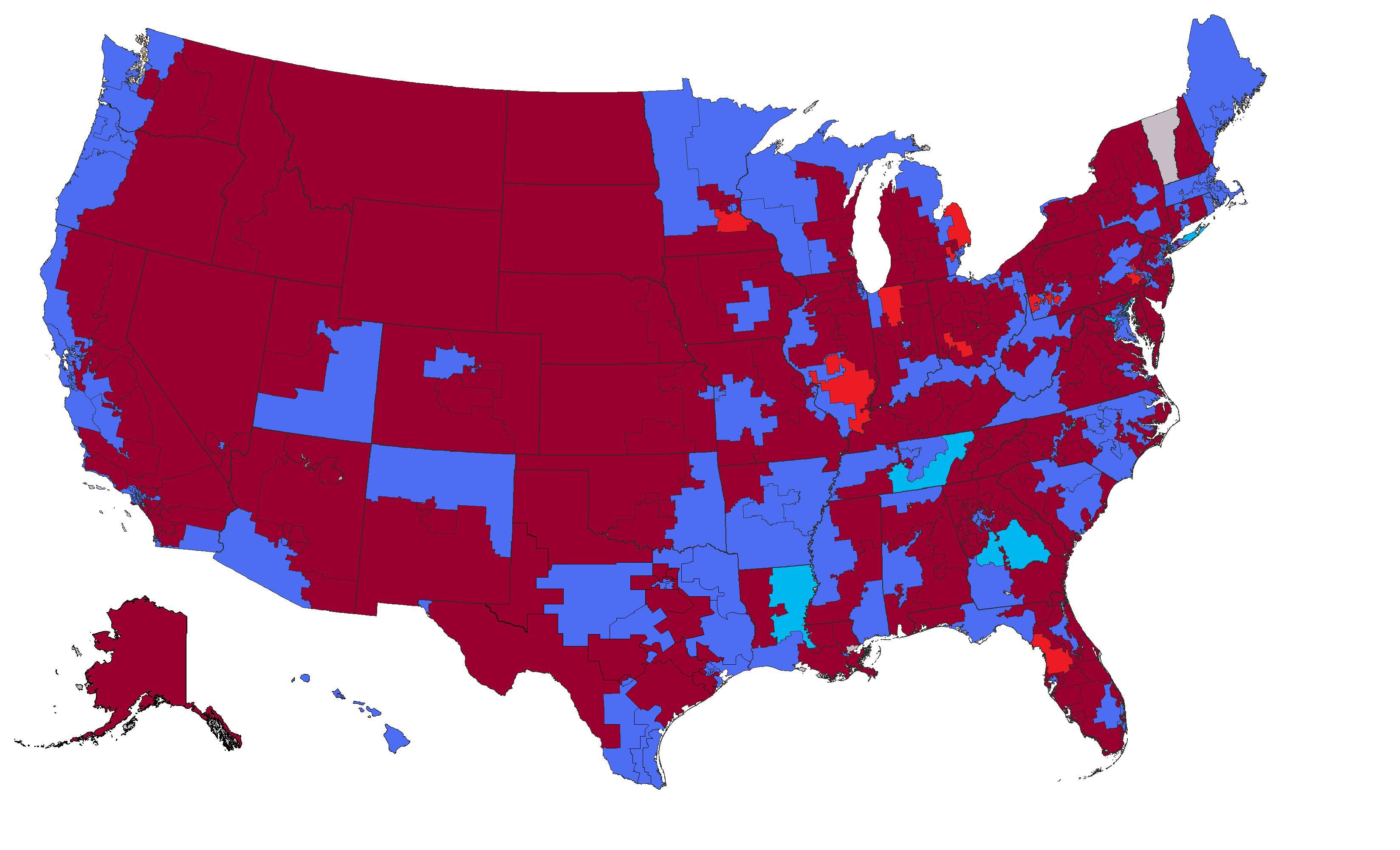
Mapa eleitoral nos Estados Unidos em 2002
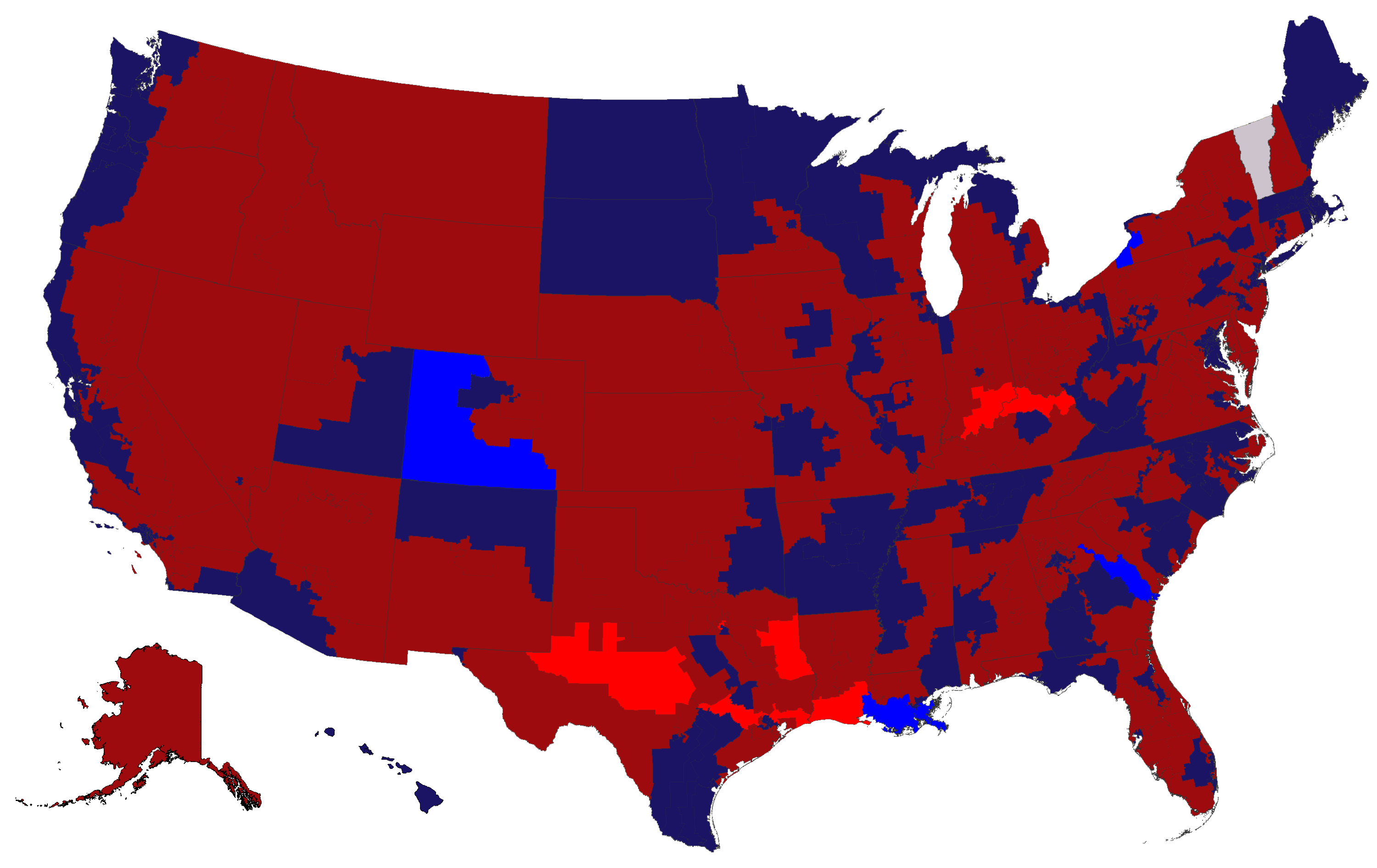
Mapa eleitoral nos Estados Unidos em 2004
Mapa eleitoral nos Estados Unidos em 2006
Mapa eleitoral nos Estados Unidos em 2008
Mapa eleitoral nos Estados Unidos em 2010

## Proposta de Reforma Política
A inexistência de um sistema eleitoral perfeito é consenso entre os acadêmicos. Recentemente, contudo, grande parcela dos especialistas em ciência política têm criticado acerbamente os sistemas majoritários de representação, como o chamado "voto distrital", optando por sistemas de tipo misto proporcional (em especial, o sistema de voto único transferível). O cientista político Arend Lijphart, por exemplo, insistiu na desproporcionalidade dos sistemas majoritários e a tendência ao conservadorismo político por parte dos partidos hegemônicos. Há uma crescente pressão por mudança nos países que adotam esse sistema, como o Reino Unido. Nos Estados Unidos, onde o movimento fair vote defende a representação proporcional, vários estados promoveram reformas nos sistemas eleitorais, mas há preferência pelo sistema majoritário em escala federal.
No Brasil pós 1985, o sistema distrital não teve defensores significativos até 1993. O projeto que defendia a adoção do sistema foi derrotado ainda na fase das subcomissões na constituinte de 1988. Em 1993, o movimento pelo voto distrital voltou à tona, apesar de ter sido duramente criticado por cientistas políticos renomados, como Jairo Marconi Nicolau. Há, atualmente, um movimento civil que luta pela adoção deste sistema (sistema majoritário de dois turnos). Segundo esse movimento, o voto distrital poderia reduzir a corrupção de políticos. Há uma crescente mobilização de políticos pela propostas de voto distrital ou de sistema proporcional misto de representação, e um projeto de reforma político está para ser apreciado.
Há uma espécie de voto distrital no Brasil atual: a eleição para senador - no caso, através de maioria simples. Os maiores partidos brasileiros determinam metas de mandatos a serem conquistados. Tal cenário conduz a uma alocação concentrada de recursos, por parte de cada partido, nas unidades federativas onde exista chance real de vitória e praticamente um abandono eleitoral nas demais (para, em tese, "não desperdiçar" dinheiro em derrotas), à semelhança do que acontece na eleição presidencial nos EUA. Se as eleições brasileiras fossem transformadas em totalmente majoritárias, há grande possibilidade de prática parecida, somada à criação de alianças/coligações que ultrapassem as fronteiras dos distritos: onde partidos/grupos menores aceitam apoiar partidos/grupos maiores em vários distritos em troca de apoio em apenas um ou em poucos distritos: uma espécie grandes blocos/amálgamas supradistritais. No longo prazo, a tendência pode ser a fagocitose partidária.

## Proposta do Voto Distrital
Dentro da proposta de reforma política e para proporcionar ao eleitor um sistema eleitoral que favoreça a identificação do cidadão com o deputado que o representa, o Deputado Estadual Fábio Cherem (PSD-MG) criou a proposta do Voto Distrital. Esta proposição consiste na divisão do Brasil em distritos, que teriam um deputado para representá-los. Assim, o eleitor teria maior possibilidade de acompanhar o trabalho do representante de sua região e seria possível uma representação igualitária e equivalente para cada fração do País.

## Países que adotam o voto distrital
- Estados Unidos - A Câmara dos Representantes possui 435 membros, escolhidos pelo sistema distrital puro. Cada distrito elege um deputado por maioria simples. Os congressistas têm mandato de dois anos.
- Reino Unido - Os 646 membros do Parlamento britânico são eleitos por voto distrital com maioria simples, como nos EUA. A diferença é que o mandato é maior (cinco anos) e pode ser interrompido se o Primeiro-ministro convocar eleições.
- Itália - Há uma lista para cada uma das 26 circunscrições em que os distritos são organizados.

## Países que adotam ou adotaram o voto distrital de dois turnos
- França - Foi usado em 1872 pelos monarquistas, que foram divididos em duas famílias. Atualmente, o voto é distrital puro, mas há dois turnos na eleição dos deputados. No primeiro, ganha quem conseguir mais da metade dos votos, desde que a votação seja equivalente a pelo menos 25% do eleitorado inscrito. No segundo turno, só concorre quem teve pelo menos 10% dos votos no primeiro e ganha o mais votado.
- Alemanha - Apareceu em 1871.

## Países que adotam o voto distrital subordinado ao sistema proporcional
- Alemanha - O sistema é misto, com predomínio do princípio proporcional. Metade dos deputados são eleitos pelos distritos, onde ganha o mais votado. Os eleitores também votam em listas dos partidos. O voto na legenda serve para calcular o espaço a que cada partido terá direito no Parlamento.